# Tioconazol
El tioconazol es un antifúngico sintético del grupo del imidazol, diseñado para su uso tópico.

## Farmacocinética
El tioconazol no produce niveles plasmáticos significativos después de su aplicación tópica. Los niveles plasmáticos encontrados son insignificantes.

### Vías de administración (Formas de uso)
Tópica.

## Farmacodinámica

### Mecanismo de acción
El tioconazol es un antifúngico sintético del grupo del imidazol que muestra "in vitro" un amplio espectro de actividad frente a dermatofitos (Trichophyton sp, Microsporum sp, Epidermophyton floccosum), levaduras (Candida albicans y sp) hongos levuliformes y Pityrosporum orbiculare, presentando asimismo actividad frente a algunos gérmenes grampositivos.

### Interacciones
Debido a su uso tópico no hay descritas interacciones con este fármaco.

## Uso clínico

### Indicaciones.
Onicomicosis leves. Asociado a antimicóticos tópicos en onicomicosis de mayor importancia.

### Efectos Adversos
Para la valoración de las reacciones adversas (RAM) se tendrán en cuenta los criterios de la CIOSM.
Se han descrito los siguientes efectos secundarios: edema local, sequedad de piel, cambio del color ungueal, inflamación periungueal, dolor ungueal, exantema, descamación.

### Contraindicaciones
Embarazo.

### Presentaciones
Solución, crema y óvulos vaginales.